# Предраг Панић
Предраг Панић (Титоград, 22. јануар 1951) је црногорски глумац.

## Улоге
| Год.     | Назив                           | Улога                        |
| -------- | ------------------------------- | ---------------------------- |
| 1970.-те |                                 |                              |
| 1975.    | Отписани (серија)               | Мома                         |
| 1976.    | Кога чекаш куме (ТВ)            |                              |
| 1976.    | Аранђелов удес (ТВ)             | Младић                       |
| 1977.    | Више од игре (серија)           | Немања Голубовић „Мали Вага“ |
| 1979.    | Освајање слободе                |                              |
| 1980.-те |                                 |                              |
| 1980.    | Сплав медузе                    | Љиљанин брат                 |
| 1981.    | Седам секретара СКОЈ-а (серија) |                              |
| 1981.    | Краљевски воз                   | Боле „Тарзан“                |
| 1982.    | Приче из радионице (серија)     |                              |
| 1990.-те |                                 |                              |
| 1993.    | Волим и ја неранџе... но трпим  | Миливоје                     |
| 1997.    | Горе доле (серија)              | Психијатар                   |
| 2000.-те |                                 |                              |
| 2002.    | Новогодишње венчање (ТВ)        | Надин кум                    |
| 2004.    | Трагом Карађорђа (серија)       | Митрополит Леонтије          |
| 2004.    | Пљачка Трећег рајха             | Немачки официр у биоскопу    |
| 2004.    | Диши дубоко                     | Мики старији                 |
| 2004.    | Скела (ТВ)                      | Земљоделац                   |
| 2010.-те |                                 |                              |
| 2010.    | Гласови                         |                              |